# Sankt Ansgars kyrka, Södertälje
Sankt Ansgars kyrka är en kyrkobyggnad i Södertälje kommun. Den är församlingskyrka i Sankt Ansgars katolska församling i Södertälje.

## Kyrkobyggnad
Sankt Ansgars kyrka ritades av arkitekt Fritz Voigt. Han var stadsarkitekt i Södertälje. Grundstenen lades 1975 av biskop John Taylor och kyrkan konsekrerades 1978 av biskop Hubertus Brandenburg. Kyrkan är belägen i en sluttning ner mot Södertälje kanal. Högst upp i kyrkans hus finns en privat förskola där systrar ur kongregationen Mariasystrarna från Lubon arbetar.

## Inventarier
- Ett krucifix i koret.
- Den bakre väggen har målade fönster utformade av den tyske glaskonstnären Johannes Schreiter, tidigare professor på högskolan för bildkonst i Frankfurt am Main.
- Piporgel byggd av Richard Jacoby.
- Dopfunt i marmor.
- På två av kyrktorgets väggar sitter korsvägen. Den kommer från Tyskland och är utförd i trä och brons.